# Friedewald (Westerwald)

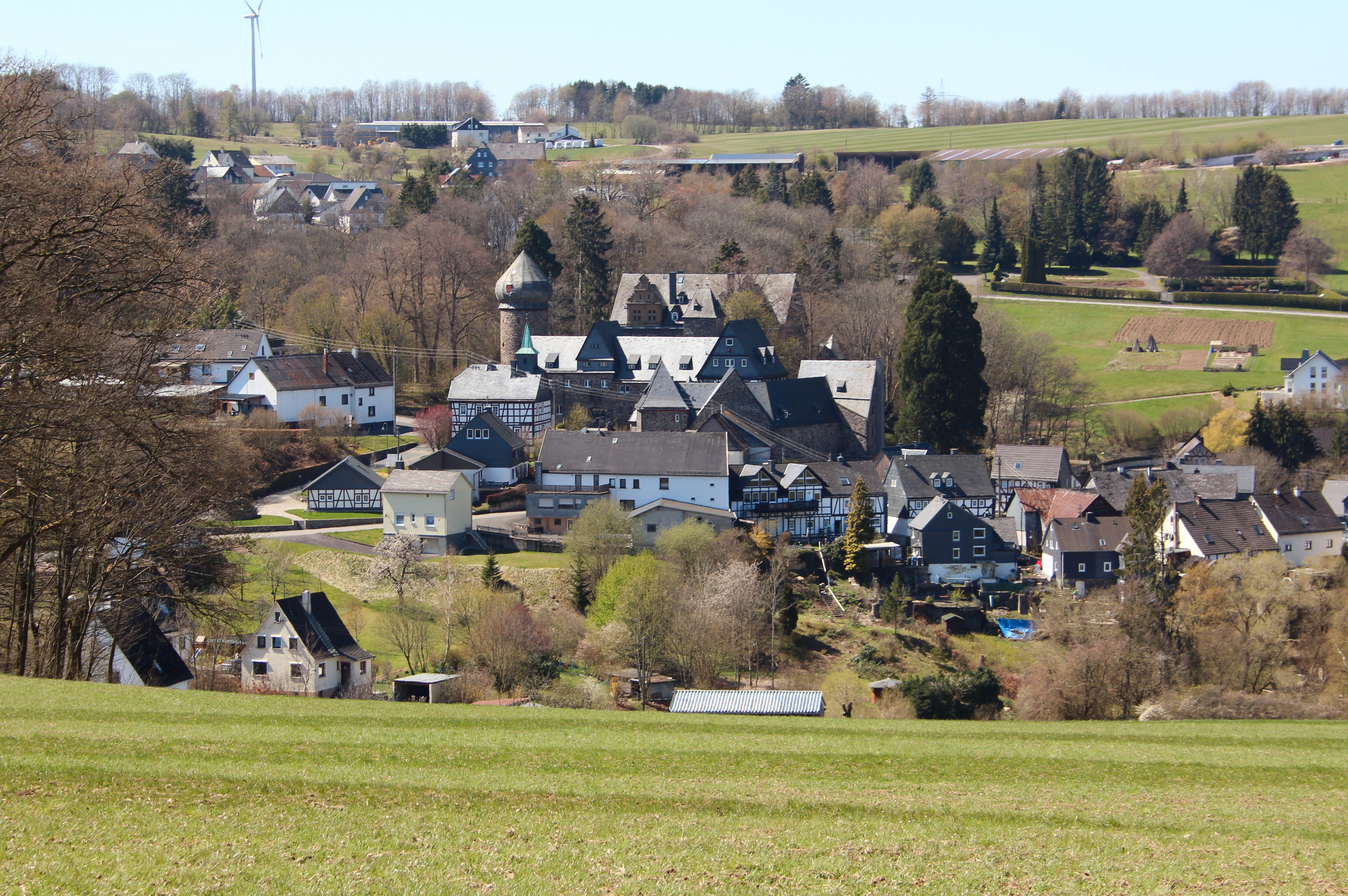
Ansicht von Friedewald

Friedewald ist eine ehemalige Stadt und heute Ortsgemeinde im Landkreis Altenkirchen (Westerwald) in Rheinland-Pfalz. Sie gehört der Verbandsgemeinde Daaden-Herdorf an.

## Geographie
Friedewald liegt im nördlichen Rheinland-Pfalz im Hohen Westerwald am Rand des Neunkhausener-Weitefelder Plateaus. Im Süden des Ortes entspringt der Friedewalder Bach, der in Daaden in die Daade mündet. Nördlich von Friedewald liegt der Galgenkopf, nordöstlich der Schimmerich und südlich der Arndtskopf direkt neben der Friedewalder Höhe.
Nachbargemeinden von Friedewald sind Daaden (mit Biersdorf) im Norden, Derschen im Osten, Nisterberg im Süden, Langenbach bei Kirburg im Südwesten und Weitefeld im Nordwesten.

## Geschichte
Friedewald wurde erstmals 1324 urkundlich erwähnt, als König Ludwig der Bayer dem Grafen Gottfried von Sayn die Erlaubnis erteilte, den Ort zu befestigen. Am 27. Januar 1324 erhob Ludwig der Bayer Friedewald zur Stadt.
Seit dem Mittelalter zählte Friedewald zum Kirchspiel Daaden in der Grafschaft Sayn. Nach der Einführung der Reformation wurden die Einwohner in der Grafschaft Sayn zunächst lutherisch und später reformiert. Lange war der Ort Verwaltungssitz des Amtes Friedewald in der Grafschaft Sayn und nach der Landesteilung im 17. Jahrhundert in der Grafschaft Sayn-Altenkirchen.  In der Frühen Neuzeit bestand in Friedewald eine herrschaftliche Mühle.
Die Grafschaft Sayn-Altenkirchen kam 1791 auf dem Erbweg zu Preußen. Im Jahre 1803 kam Friedewald zum Fürstentum Nassau-Usingen, 1806 zum Herzogtum Nassau und 1815 erneut zum Königreich Preußen. Unter der preußischen Verwaltung wurde Friedewald 1806 der Bürgermeisterei Daaden im Kreis Altenkirchen und dem Regierungsbezirk Koblenz zugeordnet.
Bergbau
Ein inzwischen stillgelegter Basalt-Steinbruch hat sich mit Wasser gefüllt und zu einem unter Naturschutz stehenden Biotop mit Amphibien entwickelt.
Bevölkerungsentwicklung
Die Entwicklung der Einwohnerzahl von Friedewald, die Werte von 1871 bis 1987 beruhen auf Volkszählungen:
| Jahr | Einwohner |
| 1815 | 308       |
| 1835 | 341       |
| 1871 | 385       |
| 1905 | 519       |
| 1939 | 647       |
| 1950 | 768       |

| Jahr | Einwohner |
| 1961 | 861       |
| 1970 | 1.004     |
| 1987 | 1.072     |
| 1997 | 1.227     |
| 2005 | 1.211     |
| 2023 | 1.089     |

## Politik

### Gemeinderat
Der Gemeinderat in Friedewald besteht aus 16 Ratsmitgliedern, die bei der Kommunalwahl am 9. Juni 2024 in einer Mehrheitswahl gewählt wurden, und dem ehrenamtlichen Ortsbürgermeister als Vorsitzendem.

### Bürgermeister
Ortsbürgermeister von Friedewald ist Karl-Heinz Buhl. Bei der Direktwahl am 26. Mai 2019 wurde er mit einem Stimmenanteil von 92,03 % gewählt. Zuvor hatte Buhl als Erster Beigeordneter die Amtsgeschäfte nach dem Tod des bisherigen Bürgermeisters Dieter Seiler ein Jahr lang kommissarisch geleitet. Bei der Direktwahl am 9. Juni 2024 wurde Buhl als einziger Bewerber mit 82,1 % für weitere fünf Jahre in seinem Amt bestätigt.

## Kultur und Sehenswürdigkeiten

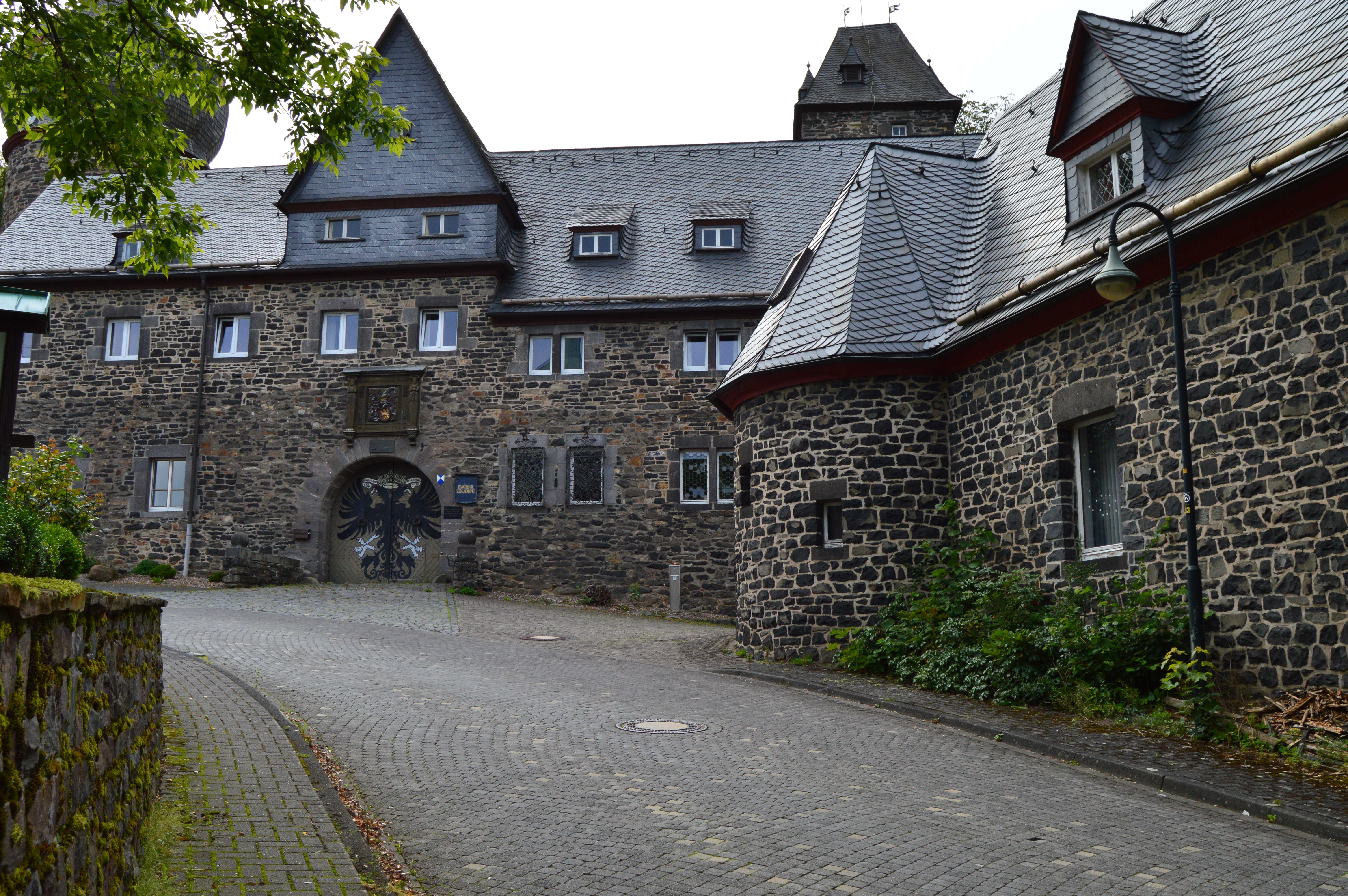
Schloss Friedewald

### Schloss Friedewald
Mittelpunkt der Gemeinde ist ein Schloss mit Renaissance-Fassade. Friedewald erhielt von Ludwig dem Bayern die gleichen Stadtrechte wie Frankfurt am Main, ist jedoch um einiges kleiner geblieben.
Die Grafen von Sayn konnten erst im 14. Jahrhundert ihre Landeshoheit im Hohen Westerwald und im Daadetal sichern. Das in seinen Ursprüngen mittelalterliche Schloss legt von diesem Bemühen Zeugnis ab. Der Ort genoss ab 1324 Stadtrechte, die ihm Graf Gottfried von Sayn erwirkte. Eine wichtige Rolle spielte das Schloss während des Dreißigjährigen Krieges als letzter Zufluchtsort für die Grafschaft und ab 1637 als Residenz der Gräfin Louise Juliane von Sayn. 1671 kam Friedewald zur Reichsgrafschaft Sayn-Altenkirchen. Graf Heinrich von Sayn errichtete an Stelle der mittelalterlichen Burg um 1580 ein Renaissanceschloss. Dessen Ruine kaufte 1885 Alexander Graf von Hachenburg (aus dem Adelsgeschlecht Sayn-Wittgenstein) für fünf preußische Taler vom Fiskus, baute sie historisch getreu wieder auf, bezog sie zehn Jahre später und baute sie in den folgenden Jahren noch aus. Nach dem Kunsthistoriker Georg Dehio gilt das Schloss als „ein besonders markantes Beispiel deutscher Fürstenschlösser des Manierismus“. 1912 verkaufte er das Schloss für 450.000 Mark an Prinz Otto von Sayn-Wittgenstein-Berleburg; die von ihm erbaute Gruft (Grafengruft) oberhalb des Ortes blieb jedoch leer.
Das Schloss wurde seit 1949 von der Evangelischen Sozialakademie Friedewald und seit 2004 auch von der Stiftung Sozialer Protestantismus genutzt. Von etwa Mitte 2000 bis 2015 wurde das Schloss als Hotel genutzt, in dessen Kapelle auch Trauungen durchgeführt wurden.
Seit dem Jahr 2018 ist das Schloss Friedewald in Privatbesitz.

### Denkmäler
- Liste der Kulturdenkmäler in Friedewald
- Liste der Naturdenkmale in Friedewald

## Wirtschaft und Infrastruktur

### Verkehr
Der Bahnhof Friedewald lag an der Bahnstrecke Scheuerfeld–Emmerzhausen.
Friedewald liegt an den Landesstraßen 285 und 286. Die Buslinien 259 und 455 verbinden Friedewald mit dem Bahnhof Daaden an der Daadetalbahn, sie sind tariflich sowohl dem Verkehrsverbund Rhein-Mosel als auch dem Verkehrsverbund Rhein-Sieg zugeordnet.

## Personen, die in Friedewald gewirkt haben
- Ludwig Wilhelm Cramer (1755–1832), geboren in Friedewald, Bergbeamter und Mineraliensammler
- Alexander Graf von Hachenburg, geboren als Graf zu Sayn-Wittgenstein (1847–1940), Autor und Wiedererrichter des Friedewalder Schlosses.